# Eric Forth
Eric Forth (ur. 9 września 1944 w Glasgow, zm. 17 maja 2006 w Londynie) – brytyjski polityk i konsultant, członek Izby Gmin i poseł do Parlamentu Europejskiego I kadencji, podsekretarz stanu.

## Życiorys
Ukończył studia z politologii i ekonomii na University of Glasgow. Początkowo pracował jako menedżer niższego szczebla w koncernach Xerox i Ford Motor Company. Następnie udzielał się jako konsultant w Dexion i Deloitte.
Zaangażował się w działalność polityczną w ramach Partii Konserwatywnej, prezentował w niej skrzydło libertariańskie. Od 1968 zasiadał w radzie borough Brentwood. W 1979 wybrany posłem do Parlamentu Europejskiego, przystąpił do frakcji Europejscy Demokraci. W 1983 po raz pierwszy został członkiem Izby Gmin, uzyskiwał reelekcję w 1987, 1992, 1997, 2001 i 2005, zasiadając w niższej izbie parlamentu aż do śmierci. Zajmował stanowiska parlamentarnego podsekretarza stanu ds. handlu i przemysłu (1988–1990), zatrudnienia (1990–1992) i edukacji (1992–1994), ministra stanu ds. edukacji (1994–1997) oraz przewodniczącego Izby Gmin w gabinecie cieni torysów (2001–2005).

## Życie prywatne
Od 1967 do 1994 żonaty z Lindą St Clair, miał z nią dwoje dzieci. W 1994 poślubił Carroll Forth. Był znany z noszenia kolorowych krawatów, występował także jako filibuster przy procedowaniu wielu ustaw.